# ファブリツィオ・ライ
ファブリツィオ・ライ ( Fabrizio Lai, 1978年12月14日 - ) は、イタリア・ミラノ県コルナレード出身のオートバイレーサー。ロードレース世界選手権125ccクラス・250ccクラスへの出場経験を持つ。

## 経歴

### キャリア初期
7歳から15歳まではモトクロスレースに参戦した。その後ロードレースに転向し、1996年と1997年にはミニバイクのヨーロッパ選手権を制した。
1998年はアプリリアチャレンジカップ(125cc)に参戦し、翌1999年からはロードレースイタリア選手権(CIV)125ccクラスに参戦を開始した。2001年にはロードレース世界選手権最終戦バレンシアにワイルドカード枠で出場し、グランプリデビューを果たした。
2002年にはCIVのチャンピオンに輝き、またスペイン選手権(CEV)でもシリーズランキング3位に入った。

### ロードレース世界選手権

#### 125ccクラス
2003年、24歳のライはロードレース世界選手権125ccクラスにフル参戦デビューを果たした。マシンはこの年から参戦を開始したマラグーティだった。開発途上のマシンで苦戦が続いたが、ウェットレースとなった第7戦ダッチTTで14位で完走し、同社にグランプリ初ポイントをもたらした。ライはその後3レースでポイントを獲得し、シリーズランキングでは25位を記録した。
2004年シーズンはジレラのファクトリーチームに移籍した。赤旗中断・再レースとなった第12戦日本GPではアンドレア・ドヴィツィオーゾに次ぐ2位でフィニッシュし、自身初の表彰台を獲得した。シリーズランキングでもこの年16位と、大きく成績を向上させた。
2005年は、前年度にチャンピオンのドヴィツィオーゾを輩出したチーム・スコットが運営に携わるコプロン・レーシング・ワールドチームに移籍、新たにホンダ・RS125Rを駆ることになった。ライはこの年開幕戦スペインで3位、第3戦中国で2位、第8戦イギリスで3位と3度表彰台に立ち、シリーズ6位とさらに成績を伸ばした。
2006年はバルジール・セードルフ・レーシングに移籍。引き続きホンダRSを駆ったが、表彰台は第5戦フランスでの3位1回のみで、シリーズ11位と期待はずれのシーズンに終わった。

#### 250ccクラス
2007年シーズン、ライはカンペテーラ・レーシングより関口太郎のチームメイトとして250ccクラスにステップアップを果たした。カスタマー仕様のアプリリアを駆ったこの年、ライは第14戦ポルトガルでの9位が最高位、49ポイントを獲得しシリーズ14位に入り、ベスト・プライベーター賞を授けられた。
2008年もカンペテーラに残留、マシンはアプリリアから同じピアジオ傘下のジレラブランドに替わった。元チャンピオンのマヌエル・ポジャーリをチームメイトに迎えたこのシーズン、ライのベストリザルトは第16戦オーストラリアでの10位に留まり、シリーズ18位に終わった。
現在のところ、2008年の最終戦バレンシアがライの最後のグランプリ参戦となっている。

### その後のレース活動
2009年シーズン、ライはスーパースポーツ世界選手権に ECHO CRS Grand Prix チームからホンダ・CBR600RRを駆って参戦を開始した。しかし6戦を終えてのベストリザルトはキャラミでの20位に留まり、シーズンの残りはファブリツィオ・ペロッティにシートを奪われてしまった。
2010年シーズンはイタリアロードレース選手権(CIV)に復帰し、ECHO CRS HONDA チームからCBR600RRでスーパースポーツクラスに参戦している。

## ロードレース世界選手権 戦績
| シーズン | クラス | バイク       | 出走 | 優勝 | 表彰台 | PP | FL | ポイント | シリーズ順位 |
| -------- | ------ | ------------ | ---- | ---- | ------ | -- | -- | -------- | ------------ |
| 2001年   | 125cc  | Rieju        | 1    | 0    | 0      | 0  | 0  | 0        | -            |
| 2002年   | 125cc  | ホンダ       | 2    | 0    | 0      | 0  | 0  | 2        | 36位         |
| 2003年   | 125cc  | マラグーティ | 16   | 0    | 0      | 0  | 0  | 10       | 25位         |
| 2004年   | 125cc  | ジレラ       | 14   | 0    | 1      | 0  | 0  | 53       | 16位         |
| 2005年   | 125cc  | ホンダ       | 16   | 0    | 3      | 0  | 1  | 141      | 6位          |
| 2006年   | 125cc  | ホンダ       | 14   | 0    | 1      | 0  | 0  | 83       | 11位         |
| 2007年   | 250cc  | アプリリア   | 17   | 0    | 0      | 0  | 0  | 49       | 14位         |
| 2008年   | 250cc  | ジレラ       | 16   | 0    | 0      | 0  | 0  | 33       | 18位         |
| 合計     |        |              | 98   | 0    | 5      | 0  | 1  | 371      |              |